# Antonio Caccianiga
Antonio Caccianiga (født 30. juni 1823 i Treviso, død 22. april 1909 i Maserada sul Piave) var en italiensk forfatter.
Caccianiga studerede jura i Padova og grundlagde derpå i Milano det yndede vittighedsblad Le spirito folletto. Efter 1848 måtte han gå i landflygtighed til Paris, hvorfra han skrev korrespondancer til italienske blade; 1854 blev han amnesteret. I 1866 udnævntes Caccianiga til podestà (siden kaldet sindaco) i Treviso, var senere en kort tid præfekt i Udine, og fik også sæde i parlamentet. Han trak sig dog tidlig tilbage fra det offentlige liv og levede i mange år som privatmand på sin villa ved Treviso, hvor han beklædte forskellige lokalkommunale hverv og æresposter. Caccianigas skrifter er dels romaner og mindre fortællinger, dels populære afhandlinger om sociale spørgsmål, affattede i et frisk og livligt, folkeligt sprog.
De talentfuldeste af hans romaner er: Il dolce far niente (omhandler Venedig i 18. århundrede) (1869), Il bacio della contessa Savina (1875), Il Roccolo di Sant' Alipio (1881), La famiglia Bonifazio (1886), Lettere di un marito alla moglie morta (1897); Sotto i ligustri (3 bind, 1881), en samling noveller og essays, indeholder erindringer fra landflygtigheden, ligeledes Il proscritto (1853), hvori franske samfundsforhold skildres. Desuden Bozzetti morali ed economici (1869), Almanacco d'un eremita (1870—74), Le cronache del villaggio (1872) og Novità dell' industria applicate alla vita domestica (1878). Mange af hans bøger er oversatte på fransk og tysk. 